# 日産カレスト

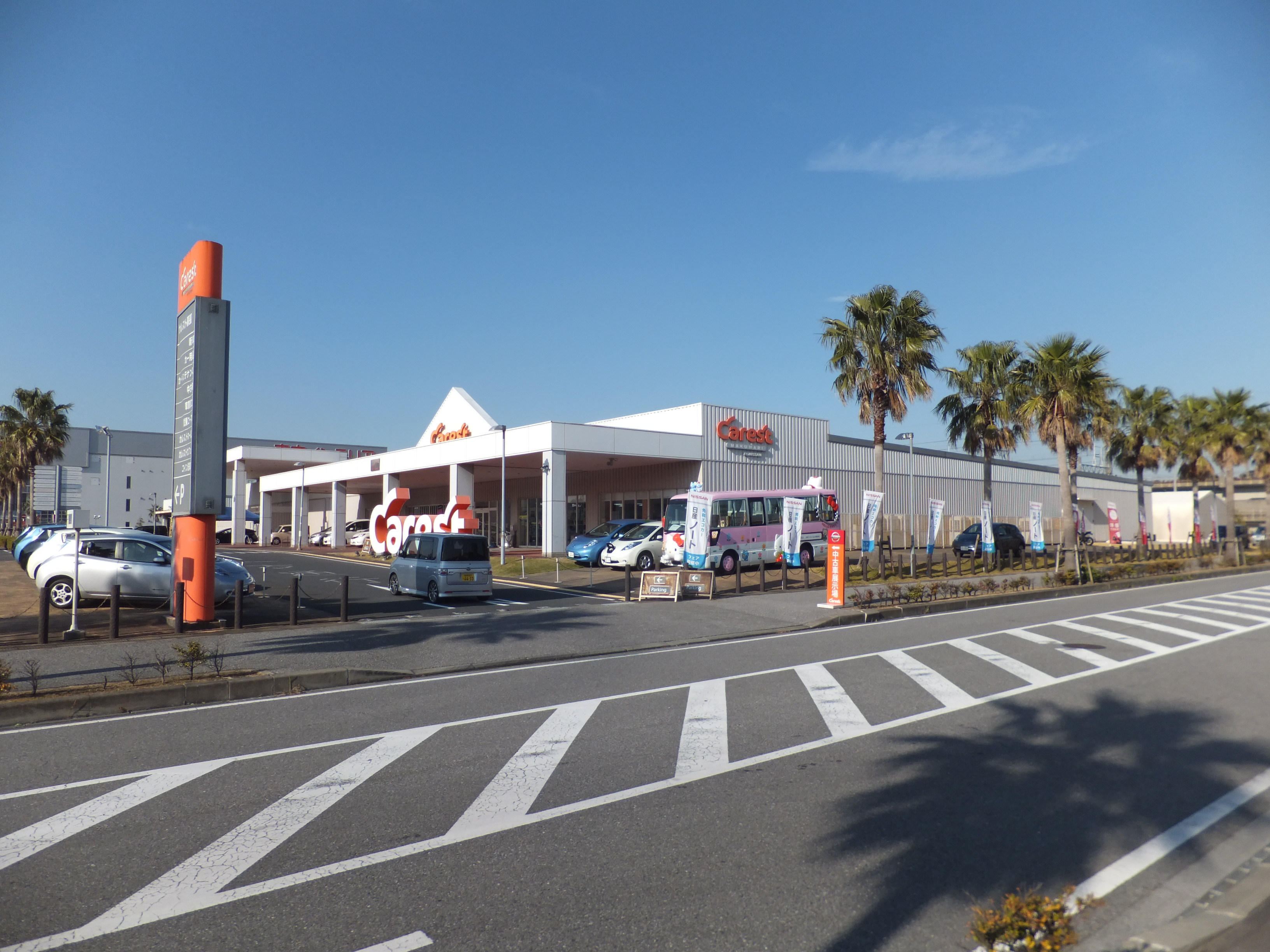
カレスト幕張
（2017年閉店）

日産カレスト株式会社（にっさんカレスト）とは、日産自動車のレッド&ブルーステージ店である。店舗として神奈川県座間市の日産自動車座間工場跡地に建設されたカレスト座間が現存する。かつては日産自動車村山工場跡地と幕張新都心にも店舗があった。カレストとは造語で、CARlifeの最上級（EST）、また車（CAR）の憩い（REST）の場という意味。

## 沿革
- 1998年12月2日 - 日産カレスト座間株式会社として設立。
- 1999年12月3日 - 日産自動車座間工場跡地内にカレスト座間をオープン。
- 2002年10月 - カレスト座間が一部リニューアル。
- 2003年10月4日 - 千葉県千葉市の幕張新都心にカレスト幕張をオープン。
- 2004年4月 - 東京都武蔵村山市の日産自動車村山工場跡地にカレスト村山を出店発表。
- 2006年5月 - カレスト村山に併設する形でカーミナル東京を出店することに決定[1]。
- 2007年1月3日 - カーミナル東京がオープン[1]。
- 2012年
  - 1月1日 - ルノーカレスト座間、ルノーカレスト幕張をルノー神奈川販売に統合。店内に展示してあったルノー車、ルノー車の試乗車はすべて撤去された。
  - 4月1日 - 新車コーナーが「神奈川日産自動車株式会社 カレスト座間店」、中古車コーナーが「日産自動車販売株式会社 ユーカーカレスト座間」として再スタート。神奈川日産への移管と同時に日産・ハイパフォーマンスセンターの指定から外された。
  - 9月30日 - カーミナル東京が閉店[2]。
- 2017年6月30日 - 千葉県との土地賃貸契約終了に伴い、カレスト幕張が閉店。

## カレスト座間

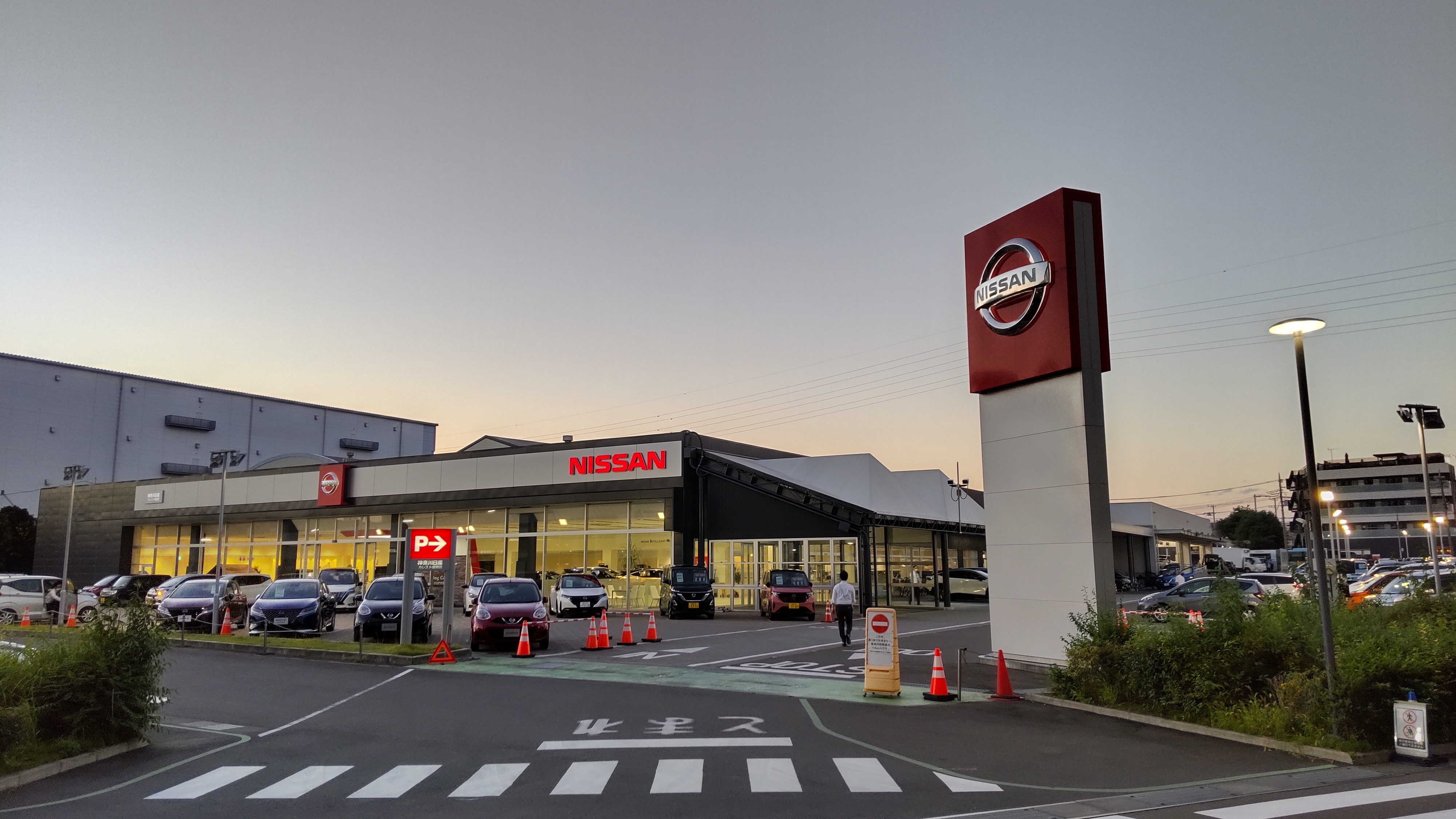
カレスト座間店（2022年）

現名称は日産神奈川販売株式会社カレスト座間店。以前は用品コーナーとルノー車の展示スペースもあったが、2012年の改装を機にいずれも消滅している。かつて試乗コースがあった敷地には、2018年に大型ショッピングモールイオンモール座間が開業している。
- 所在地
  - 神奈川県座間市広野台2-10-3
  - 北緯35度30分5秒 東経139度25分26.8秒 / 北緯35.50139度 東経139.424111度座標: 北緯35度30分5秒 東経139度25分26.8秒 / 北緯35.50139度 東経139.424111度
- 施設
  - 新車コーナー
  - 中古車展示コーナー（福祉車両はオーテックエルコが担当）
- アクセス
  - 「イオンモール座間」（旧「日産」）バス停より
  - 小05系統：直行 小田急相模原駅行き（神奈中）
  - 小03系統・林03系統：ひばりが丘経由 南林間駅行き（神奈中）
  - 座間市コミュニティバス：小松原・病院経由循環コース（Bコース）、相模が丘コース（Cコース）

## テレビ番組
- 日経スペシャル ガイアの夜明け もう中古とは呼ばせない（2003年11月25日、テレビ東京）[3] - カレスト幕張を取材。